# Jonas Gustafsson
Jonas Gustafsson, född 16 februari 1974, är en svensk före detta bandyspelare som spelade för Villa Lidköping BK som också är hans moderklubb.
Jonas gjorde sin A-lagsdebut säsongen 1992/1993.
Han har också spelat för Sandvikens AIK där han var med och vann tre SM-guld.

## Klubbar
- Villa Lidköping BK 1992-1996 2002-2007
- Sandvikens AIK 1996-2002